# شرفخانه
شرفخانه یا بندر شرفخانه، یکی از بندرهای دریاچهٔ ارومیه است. این بندر از توابع بخش مرکزی شهرستان شبستر استان آذربایجان شرقی است و فاصلهٔ آن از شهر شبستر ۲۰ کیلومتر و از تبریز حدود ۹۰ کیلومتر است. این بندر در مسیر قطار تبریز – دیزج خلیل – بندر شرفخانه –سلماس قرار دارد.
از آثار تاریخی این بندر می‌توان به اسکلهٔ تال اشاره کرد. این اسکله با قدمت یکصد سال اکنون در فهرست آثار ملی ایران ثبت شده‌است.

## جغرافیا
از توابع شهرستان شبستر در جوار دریاچه ارومیه و رشته‌کوه میشو واقع است و تحت تأثیر این ارتفاعات، اقلیم آن نسبت به اطراف به دلیل رطوبت حاصل از تبخیر دریا معتدل‌تر است؛ و از نظر کشاورزی نیز حائز اهمیت است. بندر شرفخانه در حدود ۴۰۰۰ نفر جمعیت دارد.

## پیشینه
فرهنگ جغرافیایی ایران جلد ۴ در مورد بندر شرفخانه می‌نویسد:
بندر شرفخانه شهرستان تبریز واقع در ۱۸ کیلومتری باختری بخش مرکزی شبستر است؛ این شهر در ساحل خاوری دریاچهٔ ارومیه می‌باشد و سکنهٔ آن حدود ۶۰۰۰ نفر می‌باشد. عمده فعالیت مردم این شهر، امور کشاورزی می‌باشد و محصولات کشاورزی آن محل غلات، حبوبات، بادام، زردآلو، آلبالو، گیلاس، گلابی، آلوچه و سیب است.
در برخی متون و نسخ قدیمی راجع به این شهر، چنین آمده‌است:
بندر شرفخانه در شمال غرب منطقهٔ گونی در جنوب رشته‌کوه‌های میشو با آب و هوایی معتدل در کنار دریاچهٔ رضائیه واقع می‌باشد؛ اهالی آن حدود ۱۲۰۰ تن می‌باشند که پیشهْ عموم مردم قریه به کار کشت و دامپروری مشغولند. در ساحل آنجا اسکله‌ای می‌باشد و راه ارتباطی آذربایجان به صورت دریایی به دلیل وجود ادارهٔ کشتی‌رانی میسر می‌باشد و راه‌آهن بین‌المللی از این محل به پل قطور و از محل به ترکیه می‌گذرد. در آن شهر مدرسه و شعبهٔ پست و تلگراف و ژاندارمری، مرکز بهداشت و ایستگاه هواشناسی بوده‌است. این شهر در سال‌های حملهٔ ارتش روسیه به ایران محل ذخیرهٔ غلات ارتش شوروی بوده‌است.

## امکانات
بندر شرفخانه دارای امکاناتی چون کمپ ساحلی، دریانوردی و قایقرانی تفریحی و حرفه‌ای، هتل پنج ستاره و دیگر امکانات معمول گردشگری بود که در زمان پرآبی دریاچه ارومیه استفاده می‌گردید. این شهر در سال ۱۳۱۲ شمسی دارای شهرداری بوده و در حال حاضر جمعیت آن حدود ۵ هزار نفر است.
بزرگ‌ترین بندر ساحلی دریاچهٔ ارومیه است که از توابع بخش مرکزی شهرستان شبستر بوده و رشته‌ای از راه‌آهن تبریز– جلفا که از صوفیان منشعب می‌شود به بندر شرفخانه منتهی می‌شود. در این بندر تأسیسات نسبتاً مهم بندری و انبارهای کالا وجود دارد. همچنین قبلاً برای استفادهٔ مسافران، قایق‌های مسافربری وجود داشت. این بندر در شمال شرقی دریاچه، در فاصلهٔ ۴۹ کیلومتری صوفیان و ۳۰ کیلومتری جنوب شبستر (مرکز شهرستان) و ۸۸ کیلومتری غربی تبریز واقع شده‌است.
از نظر اقتصادی، قرار گرفتن بندر شرفخانه در ساحل شمالی دریاچهٔ ارومیه حائز اهمیت است. در فصل تابستان تعداد کثیری از مردم به منظور استفاده از آب و لجن دریاچه برای آب‌درمانی و لجن‌درمانی به این بندر وارد می‌شوند؛ که البته در حال حاضر به دلیل خشکی دریاچه، چنین امکانی وجود ندارد.
البته تمامی موارد فوق مربوط به زمانی بوده‌است که این دریاچه آب داشته‌است. پس از خشکسالی‌های اخیر، آب دریاچه در حدود هشتاد درصد خشک شده و به جای ساحل آبی، اکنون کیلومترها کویر نمک جایگزین آن گردیده‌است و عملاً آبی وجود ندارد که قابل شنا یا قایق‌رانی باشد؛ و عملاً به کویری از نمک مبدل شده‌است.
این بندر دارای ایستگاه راه‌آهن و همچنین اسکله برای رفت‌وآمد کشتی‌ها (نه چندان بزرگ) بود که بعد از خشکی دریاچه، عملاً استفاده‌ای از آن‌ها نمی‌شود. همچنین در این بندر هتل نسبتاً بزرگی وجود دارد که از امکانات رفاهی نسبتاً خوبی برخوردار است اما به دلیل عدم مراجعهٔ گردشگران، این هتل نیز رو به اضمحلال است. در حال حاضر اسکله و پلاژها و هتل به دلیل خشکی آب دریاچه مورد استفاده‌ای ندارند.

## جاذبه‌های گردشگری
- ساحل شرفخانه دریاچه ارومیه
- اسکله تال
- مدرسه دقیقی شرفخانه
- تپهٔ تاریخی شرفخانه
- مقبرهٔ سید میرآقا
- مسجد جامع شرفخانه

## نگارخانه

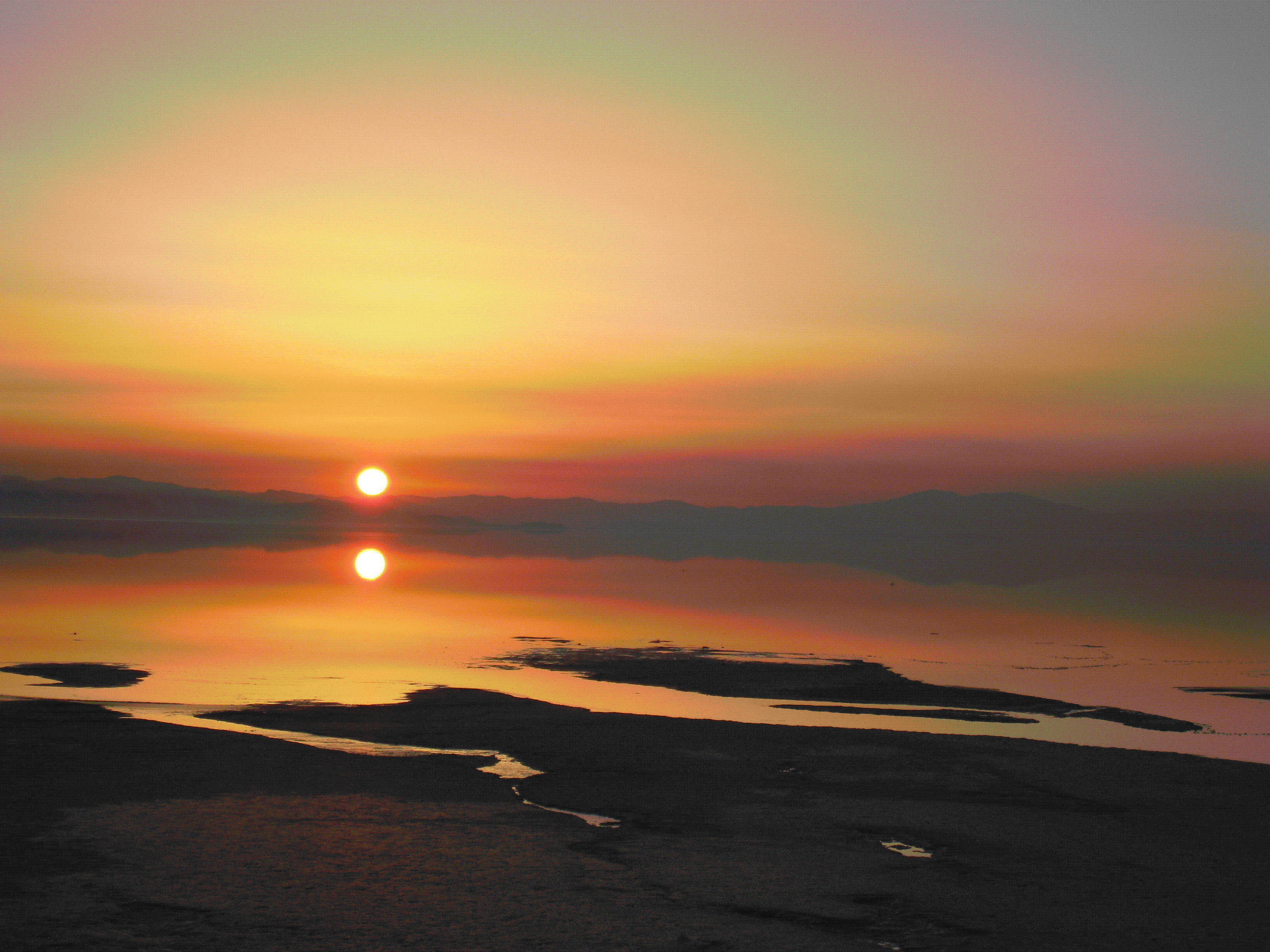
غروب آفتاب در ساحل بندر شرفخانه
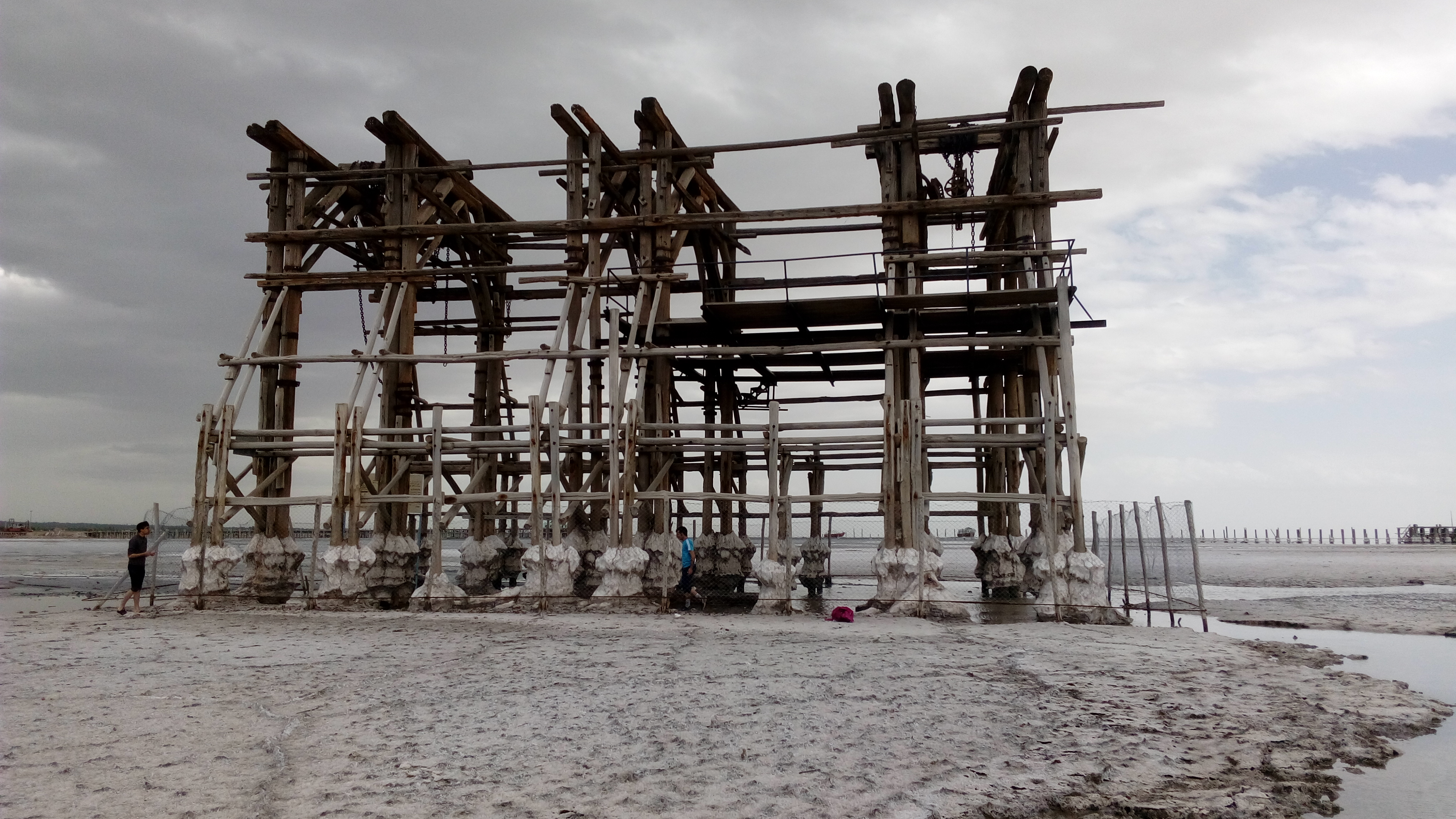
اسکلهٔ تاریخی تال در ساحل بندر شرفخانه